# パレオロゴス家
パレオロゴス家（Palaiologos ギリシャ語表記：Παλαιολόγος ）は東ローマ帝国の貴族の一つ。家名は「古い(palaio)論理(logos)」を意味する。11世紀にはコムネノス王朝の縁戚として名を連ねており、13世紀には皇帝位を世襲しパレオロゴス王朝の由来となった。東ローマ帝国最後の王朝であり、この時期にパレオロゴス朝ルネサンスが開花した。

## 概要
元来、東ローマ帝国の中でもコムネノス王朝の親戚筋であったことから影響力が強い名門貴族であった。そののち、ニカイア帝国がコンスタンティノポリを奪還し、カトリック勢力を駆逐したときにパレオロゴス家の人物が大いに貢献し、東ローマ皇帝の位を手に入れた。その後、東ローマ帝国の最後の中興期を治めたパレオロゴス家であったが、1454年にコンスタンティノポリの陥落で東ローマ帝国がオスマン帝国に滅ぼされると、パレオロゴス家の当主で皇帝コンスタンティノス11世パレオロゴスは戦死し嫡流は断絶した。しかし、その後もイタリア、ロシア、イングランドなどに亡命した皇族たちが血統を守り継いだ。